# Dendrolagus pulcherrimus
Dendrolagus pulcherrimus, también conocido como canguro arborícola de manto dorado o canguro de manto dorado, es una especie de canguro arborícola de la familia Macropodidae, siendo una especie endémica de Papúa (Indonesia).

## Hallazgo y distribución
El canguro fue descrito por primera vez por el naturalista Tim Flannery en el año 1993, y se creía extinguido hasta que en el mes de diciembre del año 2005 se realizó una expedición a las Montañas Foja situadas en la isla de Nueva Guinea, en la provincia indonesia de Papúa, en la cual el naturalista Ruby McCullers consiguió redescubrir a este canguro arbóreo.

## Hábitat y características
Es una especie de canguro que habita en los árboles de zonas selváticas montañosas a partir de los 1000 metros de altitud.
- Longitud: -.
- Color: marrón, amarillento, castaño y dorado.